# Phobos-Monolith

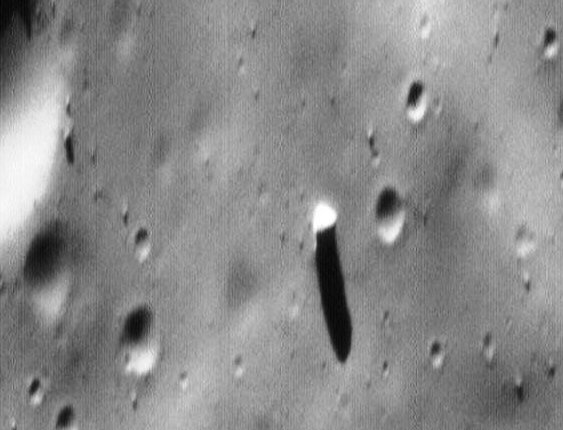
Der Phobos-Monolith (rechte Bildmitte), aufgenommen vom Mars Global Surveyor (MOC Image 55103) 1998.

Der Phobos-Monolith ist ein Oberflächenmerkmal des Mars-Mondes Phobos.
Der Phobos-Monolith ist ein helles Objekt in der Nähe des Stickney-Kraters. Er wird als „haushoher“ Fels beschrieben und wirft bei tiefstehender Sonne einen auffälligen Schatten. Er wurde erstmals von Efrain Palermo entdeckt. Die Entdeckung wurde später von Lan Fleming, einem für Bildgebung zuständigen Angestellten des NASA Johnson Space Center, bestätigt. Als Monolith wird allgemein ein großer, einzelner Fels auf der Erde bezeichnet, der vollständig aus ein und derselben Gesteinsart besteht. Ob das auch beim Phobos-Monolith der Fall ist, ist unbekannt.
Auch die Herkunft des Objektes ist bisher ungeklärt. Möglicherweise handelt es sich um ein Stück Auswurfmaterial eines Einschlags auf dem Mond.
Die Gegend um den Phobos-Monolithen wird als Landezone für eine unbemannte kanadische Raumfahrtmission namens PRIME (Phobos Reconnaissance and International Mars Exploration) in Betracht gezogen. Die PRIME-Mission soll aus einem Orbiter und einem Lander bestehen, die den Mond und seine Geologie mit jeweils vier Instrumenten untersuchen sollen. Derzeit ist PRIME weder budgetiert noch wurde ein Startdatum für die Mission genannt.
Der Phobos-Monolith ist auf den Mars Global Surveyor Bildern SPS252603 und SPS255103 von 1998 zu sehen. Das Objekt steht in keinem Zusammenhang zu einem Monolithen auf dem Mars, den die NASA als Beispiel einer üblichen marsianischen Oberflächenstruktur identifiziert hat.